# Veddové
Veddové (sinhálsky වැද්දා, tamilsky வேடர்) je negritské etnikum na Srí Lance. Jejich počet se odhaduje na zhruba 2500. Bývají nazýváni Vedda (lovci) nebo Vannijala-aetto (lesní lidé), obývají převážně provincii Sabaragamuwa (její název doslova znamená „země divochů“), část z nich žije také na východním pobřeží nebo v okolí Anuradhápury.
Jsou pokládáni za původní obyvatele ostrova, kteří se s příchodem Sinhálců uchýlili do nepřístupných pralesů ve vnitrozemí okolo hory Srí Páda. Sami Veddové odvozují svůj původ od královny Kuvéní, první manželky Vidžaji (jeho vládu datuje letopis Mahávansa do 6. století př. n. l.), který ji později zapudil kvůli dynasticky výhodnějšímu sňatku. Cestovatel Giovanni di Marignolli považoval Veddy za potomky biblického Kaina.
Život Veddů popsal etnograf Charles Gabriel Seligman. Domorodci vedli polokočovný lovecko-sběračský způsob života, užívali sekeru a luk se dvěma tětivami, chovali lovecké psy; postupně zavedli také primitivní žďárové zemědělství, hlavní plodinou je kalužnice. Neměli kastovní systém, praktikoval monogamii a levirát. V roce 1911 bylo na Cejlonu napočítáno 5300 Veddů, od té doby se jejich počet snižuje, ale vzhledem k postupující asimilaci nejsou přesná data k dispozici. Výstavba přehrad na řece Mahaveli v osmdesátých letech 20. století připravila Veddy o značnou část území, udrželi se převážně v rezervaci Maduru Oja, kde jsou však omezováni v lovu divoké zvěře a fungují spíše jako turistická atrakce. Stále méně lidí hovoří veddštinou (směs původního domorodého jazyka a sinhálštiny) a přecházejí na sinhálštinu nebo tamilštinu. V důsledku postupující akulturace je také tradiční animistické náboženství nahrazováno buddhismem, hinduismem nebo křesťanstvím, udržuje se však kult bohyně Valli a rituály spojené s uctíváním mrtvých.